# Sony Ericsson W810i

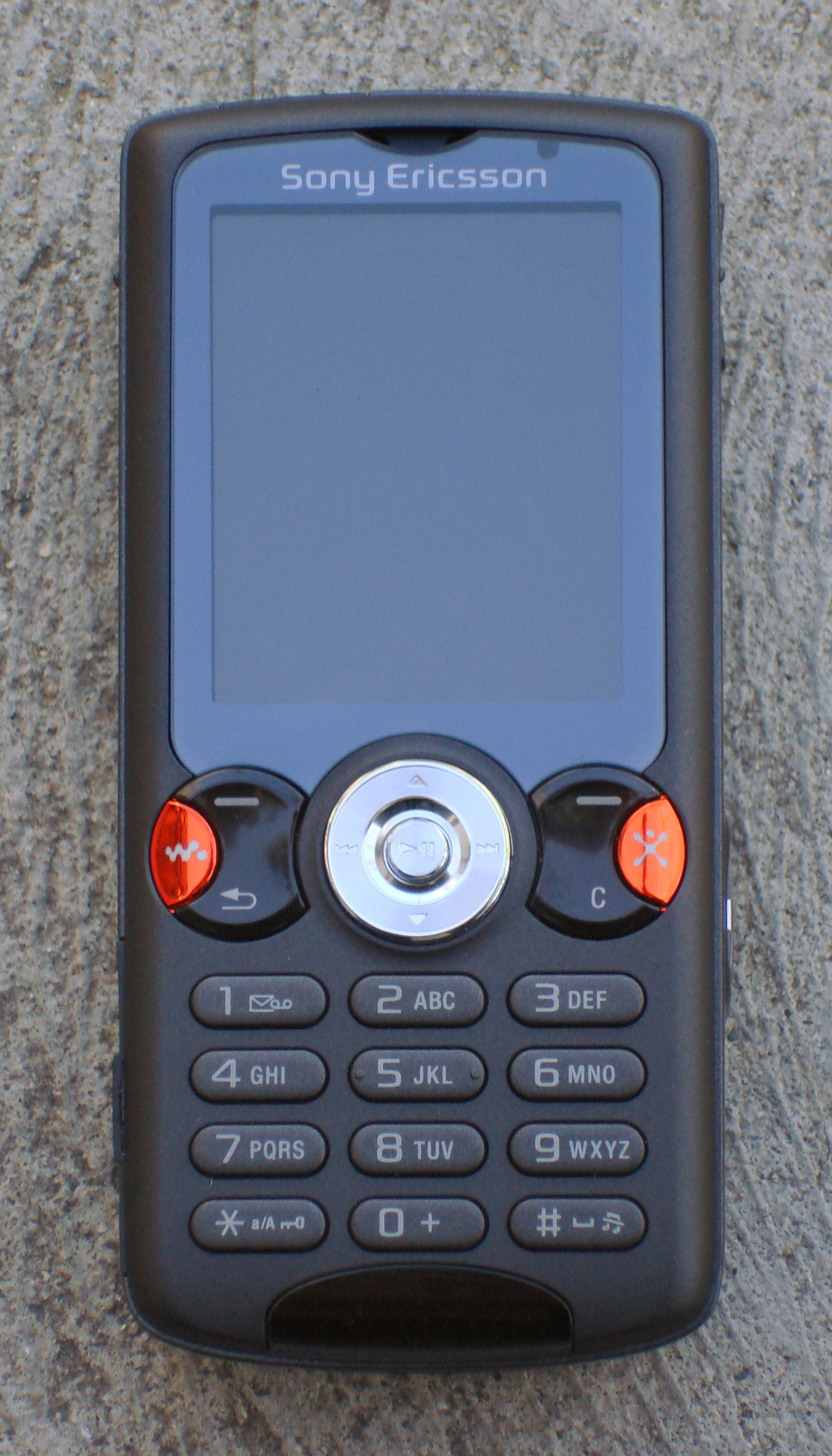
Sony Ericsson W810i

Sony Ericsson W810i je mobilní telefon značky Sony Ericsson. Jeho displej umí zobrazit 262 tis. barev s rozlišením 170x220 pixelů. Telefon má také integrovaný fotoaparát který má 2,0 Mpix. Dále má funkce přehrávání MP3, Bluetooth a infraport. Doba hovoru je 540 min. Paměť telefonu je 20 MB + paměťová karta Memory Stick PRO DUO. Paměť má na 100 SMS. Jeho hmotnost je 99 g výška 100 mm x šířka 46 mm x hloubka 20 mm.